# 富永発叔

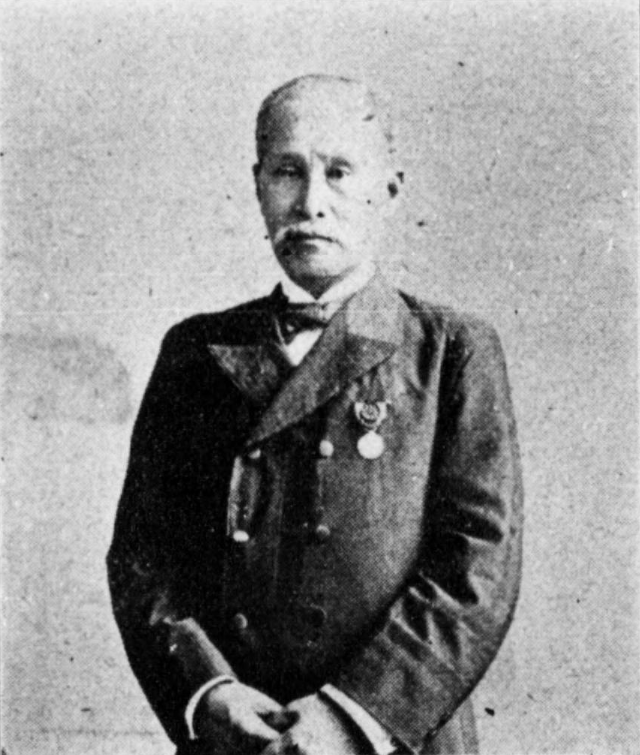
富永発叔

富永 発叔（とみなが はっしゅく、1833年12月18日（天保4年11月8日） - 1919年（大正8年）4月24日）は、幕末の横須賀藩士。明治から大正時代の政治家、官吏。衆議院議員（1期）。

## 経歴
のちの静岡県出身。漢学および洋学を修める。横須賀藩目付役、普請奉行、郡奉行、農兵奉行などを経て、維新後は民部省駅逓権少佑、同少佑、工部省出仕、三潴県土木中権属、同典事、長崎県属、同土木課長、長崎港悪疫予防委員、衛生課長、女神船舶検疫所長、長崎市水道事務長、内務部第二課長、長崎測候所長などを歴任した。
1902年（明治35年）8月の第7回衆議院議員総選挙では静岡県郡部から憲政本党所属で出馬し当選。衆議院議員を1期務めた。

## 親族
- 二男：富永鴻（内務・警察官僚、官選県知事、長崎市長）[3]
- 娘婿：河津祐之（トシ夫、官僚）[4]
- 孫：河津暹（経済学者）[4]